# Paradromulia albimaculata
Paradromulia albimaculata là một loài bướm đêm trong họ Geometridae.